# Johann Rudolf Gruner

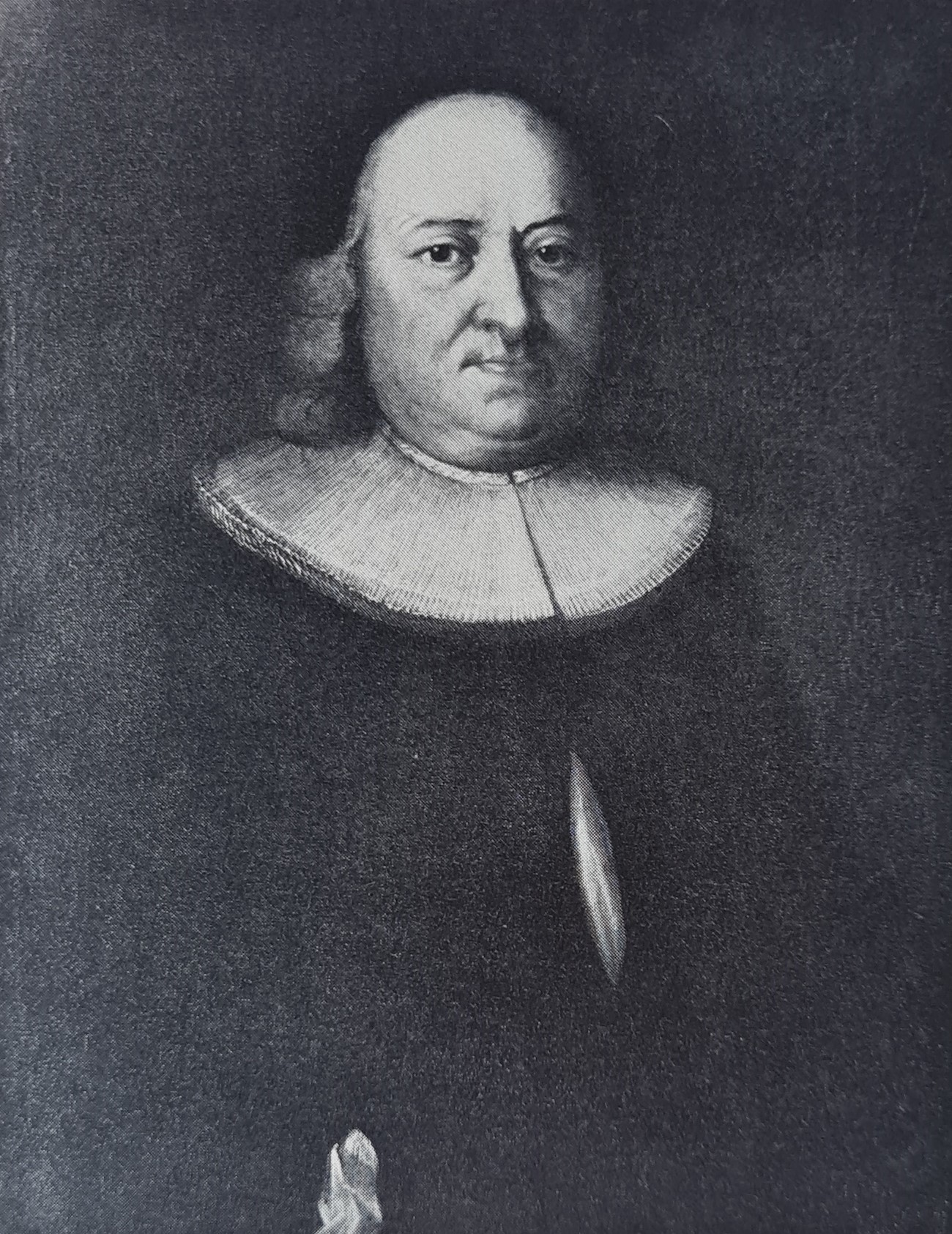
Johann Rudolf Gruner, Porträt von Johann Emanuel Gruner (1734)

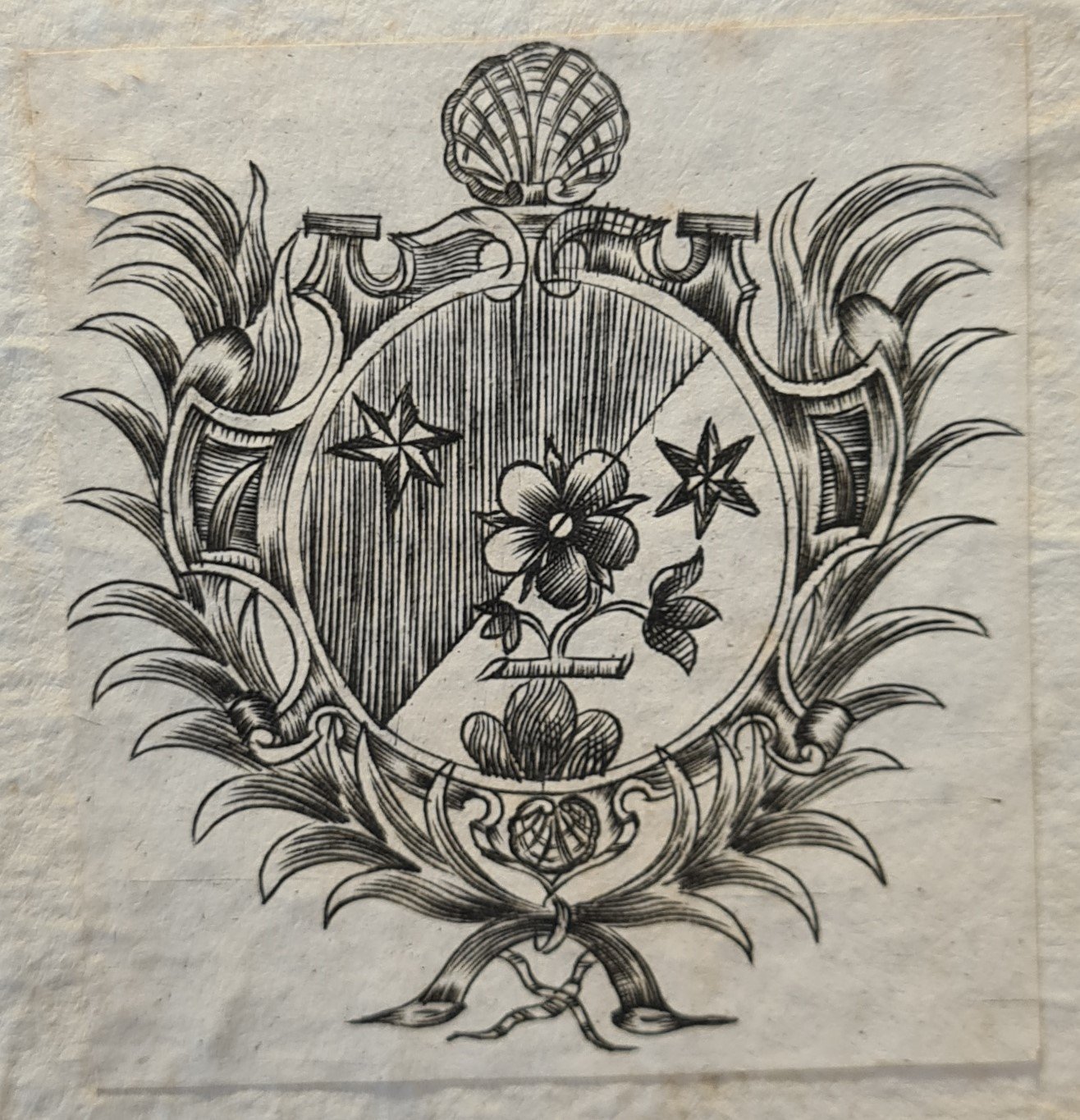
Exlibris für Johann Rudolf Gruner (um 1740), montiert im Autorenexemplar von Gruners Deliciae urbis Bernae

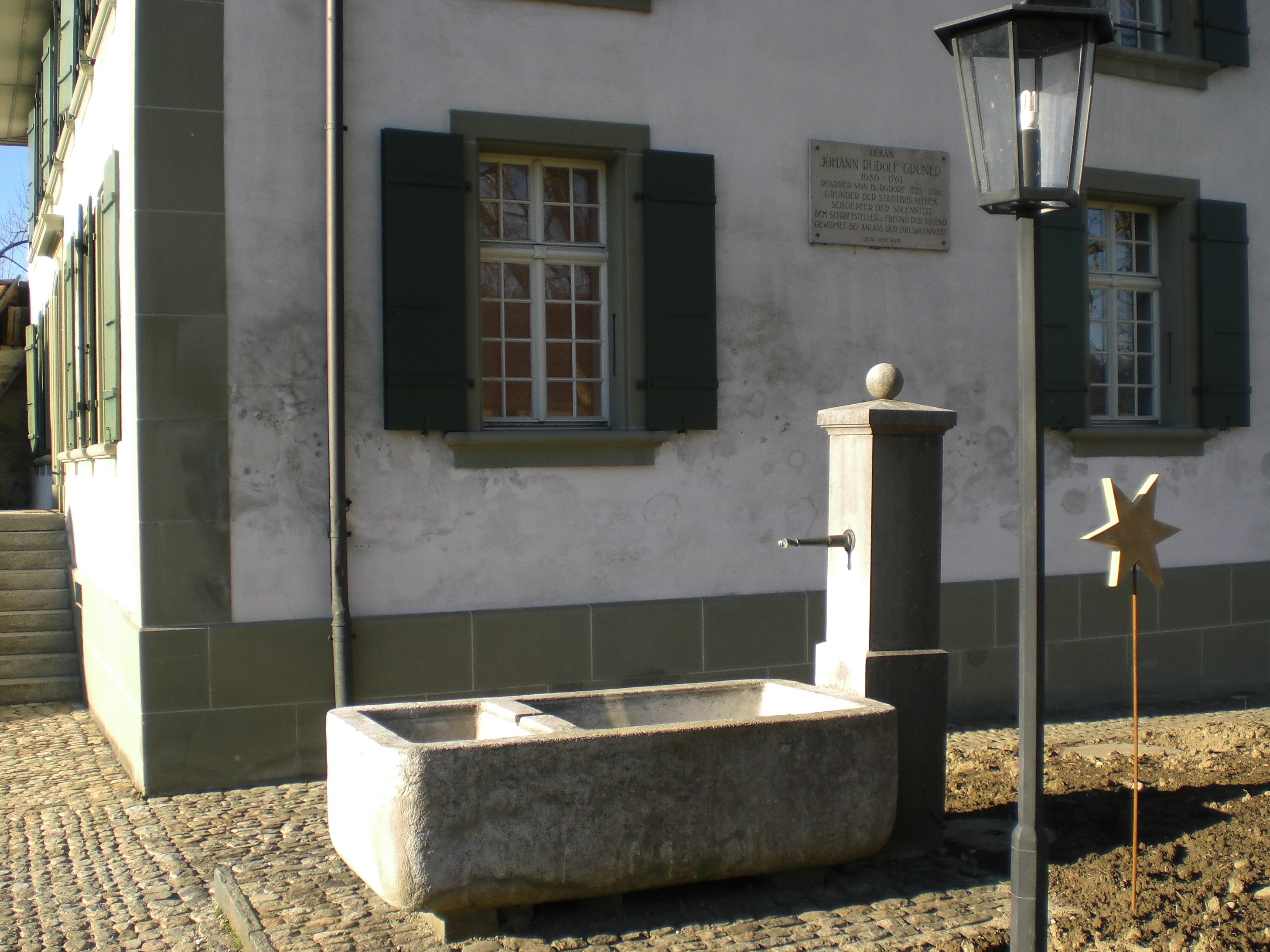
Pfarrhaus Burgdorf mit Memorialplakette

Johann Rudolf Gruner (* 29. September 1680 in Bern; † 19. März 1761 in Burgdorf) war ein Schweizer Pfarrer, Sammler und Chronist.

## Leben und Werk
Nach einem Theologiestudium in Bern wurde er 1707 Pfarrer in Trachselwald und 1725 an der Stadtkirche Burgdorf, wo er 1744 zum Dekan aufstieg. Er unterrichtete Julie Bondeli, die Tochter des auf dem Schloss Burgdorf residierenden Berner Landvogts Friedrich Bondeli (1705–1761), gründete die Burgdorfer Stadtbibliothek, sammelte selber Mineralien, Münzen, Medaillen und Antiken und stellte in 386 Bänden historische, topografische und genealogische Quellen zusammen.
Sein handschriftlicher Nachlass liegt in der Burgerbibliothek Bern.
1729 wurde auf Gruners Anregung hin in Burgdorf erstmals die Solennität, ein heute noch durchgeführtes Schulfest, gefeiert.
Der Schweizer Naturforscher Gottlieb Sigmund Gruner war sein Sohn.

## Werke
- Johann Rudolf Gruner: Deliciae urbis Bernae. Merckwürdigkeiten der hochlöbl. Stadt Bern. Aus mehrentheils ungedruckten authentischen Schrifften zusammen getragen. Zürich 1732 (eingeschränkte Vorschau in der Google-Buchsuche).